# I'm No Hero
I'm No Hero è il ventitreesimo album in studio di Cliff Richard, uscito nel 1980 per la EMI Records.

## Descrizione
Dopo l'incredibile successo commerciale di We Don't Talk Anymore, singolo uscito nel 1979, la EMI decide di affidare la produzione intera di I'm No Hero ad Alan Tarnet, autore della precedente hit. Il disco che ne esce fuori è un lavoro easy listening, concentrato essenzialmente su tonalità pop-rock.

## Accoglienza
Bret Adams di Allmusic recensisce il long play di Richard come un'opera «piacevole», sottolineando, in particolare, come la canzone Dreaming sia uno dei pezzi meglio riusciti dell'artista britannico.

## Tracce
1. Take Another Look
2. Anything I Can Do
3. A Little in Love
4. Here (So Doggone Blue)
5. Give a Little Bit More
6. In the night
7. I'm No Hero
8. Dreaming
9. A Heart Will Break
10. Everyman

## Formazione
- Cliff Richard - voce
- Alan Tarney - basso, chitarra, produzione
- Trevor Spencer - batteria
- Michael Boddicker - tastiere

## Successo commerciale
L'album è rimasto nella Official Albums Chart per dodici settimane di fila, raggiungendo, come massima posizione, il quarto posto.
Il singolo Dreaming è entrato nella graduatoria Billboard Hot 100.